# Moatize
Moatize este un oraș în Mozambic. În 2007 avea 39.073 de locuitori.